# Nicolas-Amand Buvignier
Pour les articles homonymes, voir Buvignier.
Nicolas-Amand Buvignier, né le 25 octobre 1808 à Verdun et mort le 22 avril 1880 dans la même ville, est un géologue, paléontologue et spéléologue français.
Il est surtout connu pour sa contribution aux premières cartes géologiques de la France, ainsi que pour ses études du karst barrois et du karst ardennais.

## Biographie
Issu d'une famille de célèbres républicains verdunois, il est le frère d'Isidore Eugène Buvignier (°1812 - †1860) et de Jean Buvignier (°1823 - †1902).
Il passe par l'École royale polytechnique et des mines de 1828 à 1830.
Il entreprend, avec son ami François Clément Sauvage (°1814 - †1872), une recherche de houille en Espagne, en 1831 et 1832, qu'il abandonne pour se consacrer à la science et à l'érudition locale dans sa ville natale.
Il fut membre de la Société géologique de France et de plusieurs autres sociétés savantes, notamment la Société philomathique de Verdun dont il est, en 1833, le 18e membre. Il en devient vice-président en 1840, puis président en 1843.
Pendant la Révolution française de 1848, il commande la Garde nationale de Verdun. Membre du conseil municipal de la ville, il en devient maire du 20 mai 1876 au 5 janvier 1878.

## Activités spéléologiques
Dans le domaine de la spéléologie, il décrivit en 1842 avec François Clément Sauvage le karst ardennais. Il étudia en particulier :
- les argiles, minerais de fer et sables remplissant les cavités et fentes de l'oolithe ;
- les grottes à concrétions des environs de Givet ;
- la fosse au Mortier de Montcornet ;
- les pertes de ruisseaux dans les environs de la ferme d'Écogne à Gruyères ;
- l'émergence de la Fosse-à-l'Eau.

Il réalisa seul la monumentale monographie sur la géologie de la Meuse, publiée en 1852. Il mena notamment l'étude et l'exploration de quelques phénomènes majeurs du karst du Barrois :
- la grotte du Cimetière à Combles-en-Barrois ;
- le gouffre du Lion à Ancerville ;
- les pertes de l'Orge à Ribeaucourt et Biencourt ;
- la grotte des Sarrasins à Ancerville.

## Œuvre
Dès 1840, il émet la théorie que la Moselle s'écoulait précédemment en direction de la Meuse puis fut « capturée » par la Meurthe. Cette théorie permit à William Morris Davis d'étayer sa théorie sur l'évolution du cours des rivières dans les grands bassins sédimentaires publiée en 1896 sous le titre « The Seine, the Meuse and the Moselle » (The National Geographic Magazine Vol. VII, no 6).

## Publications
- (1840) - « Catalogue des mollusques du département de la Meuse », Mémoires de la Société philomathique de Verdun tome premier, Société philomathique de Verdun, Verdun, p. 217-228
- (1840) - « Note sur les alluvions de la Moselle dans la vallée de la Meuse », Mémoires de la Société philomathique de Verdun tome premier, Société philomathique de Verdun, Verdun, p. 255-258
- (1843) - « Rapport sur le mémoire précédent », Mémoires de la Société philomathique de Verdun tome deuxième, Société philomathique de Verdun, Verdun, p. 65-72
- (1843) - « Note sur les chances de succès que présentent les recherches d'eau jaillissante ou ascendante dans plusieurs parties du département de la Meuse », Mémoires de la Société philomathique de Verdun tome deuxième, Société philomathique de Verdun, Verdun, p. 213-224
- (1843) - « Mémoire sur quelques fossiles nouveaux des départements de la Meuse et des Ardennes », Mémoires de la Société philomathique de Verdun tome deuxième, Société philomathique de Verdun, Verdun, p. 225-252
- (1851) - « Sur le genre Ceromya, Agassiz », Bulletin de la Société géologique de France 2e série tome 8, Société géologique de France, Paris , p. 125-127
- (1851) - « Note sur un genre nouveau de mollusque acéphalé fossile », Bulletin de la Société géologique de France 2e série tome 8, Société géologique de France, Paris , p. 353-355
- (1851) - « Sur la carte géologique du département de la Marne », Bulletin de la Société géologique de France 2e série tome 8, Société géologique de France, Paris , p. 415-420
- (1852) - « Sur la position des grès d'Hettange (Moselle) », Bulletin de la Société géologique de France 2e série tome 9, Société géologique de France, Paris, p. 77-78 (séance du 17 novembre 1851)
- (1852) - Statistique géologique, minéralogique, minérallurgique et paléontologique du département de la Meuse, éd. J.-B. Baillière, Paris, Volume de 694 pages + Atlas de 32 planches
- (1852) - Carte géologique du département de la Meuse (1:270 000 env), Imp. Lemercier, Paris, 1 page
- (1852) - « Note sur les grès d'Hettange », Bulletin de la Société géologique de France 2e série tome 9, Société géologique de France, Paris, p. 285-288 (séance du 5 avril 1852)
- (1852) - « Note sur les grès du Luxembourg et d'Hettange », Bulletin de la Société géologique de France 2e série tome 9, Société géologique de France, Paris, p. 589-593 (séance du 5 au 17 septembre 1852)
- (1856) - « Réunion extraordinaire à Joinville (Haute-Marne) ; réponse au président », Bulletin de la Société géologique de France 2e série tome 13, Société géologique de France, Paris, p. 793-798 (séance du 12 septembre 1856)
- (1856) - « Rectification de quelques erreurs commises dans la description des fossiles nouveaux du département de la Meuse », Bulletin de la Société géologique de France 2e série tome 13, Société géologique de France, Paris, p. 841-843 (séance du 7 au 14 septembre 1856)
- (1856) - « Note sur les calcaires à Astartes et l'étage jurassique moyen de la Meuse et de la Haute-Marne », Bulletin de la Société géologique de France 2e série tome 13, Société géologique de France, Paris, p. 843-851 (séance du 7 au 14 septembre 1856)

- Avec François Clément Sauvage :
  - Statistique minéralogique et géologique du département des Ardennes, 1842, Imp. Trécourt, Mézières, 1 volume de 554 + XLV pages, carte 
  - « Rapport sur la statistique minéralogique et géologique du département des Ardennes », Annales de l'académie de Reims Premier volume, Académie de Reims, 1843, Reims, p. 203-208

## Décorations
- Chevalier de la Légion d'honneur (décret du 14 juillet 1866) [5]

## Hommage toponymique posthume
Le collège Buvignier de Verdun est ainsi nommé en l'honneur de sa famille.